# Ko Mak
Ko Mak (Thai: เกาะ หมาก) is een Thais eiland, het maakt deel uit van de Thaise King Amphoe Ko Kut in de provincie Trat, in de oostelijke Golf van Thailand. Om precies te zijn ligt het eiland, met een omtrek van 27 kilometer, tussen Ko Chang (ten noorden van Ko Mak) en Ko Kut (ten zuiden van Ko Mak). Het eiland heeft een diameter van ruim 9 kilometer, een oppervlakte van 16 km² en de vorm van een klavertjevier. In tegenstelling tot Ko Chang en Ko Kut heeft Ko Mak nauwelijks reliëf. Bij eb is het mogelijk om naar Ko Kham te lopen. Dit eiland ligt ongeveer een kilometer van Ko Mak af. 
Ko Mak is geen (beschermd) natuurgebied en wordt daarom ook gebruikt voor agrarische doeleinden. Voornamelijk rubberbomen en palmbomen worden hier geteeld.